# Mary Poppins (musical)
Il musical Mary Poppins nasce dall'unione tra la serie di romanzi su Mary Poppins di Pamela Lyndon Travers e l'omonimo film firmato Disney.
Le musiche e testi sono di Richard M. Sherman e Robert B. Sherman (dal film omonimo), con nuove musiche e testi di George Stiles e Anthony Drewe, e libretto di Julian Fellowes.
Dopo quarant'anni dalla riduzione cinematografica del libro, Mary Poppins debutta al Prince Edward Theatre di Londra. Lo spettacolo è prodotto dalla Disney e da Cameron Mackintosh. Ha esordito il 15 dicembre 2004, e ha vinto due Laurence Olivier Awards, quello come migliore attrice protagonista di musical (Laura Michelle Kelly) e quello per migliore coreografia. La medesima produzione debutta a Broadway il 16 novembre 2006, viene nominata per 7 Tony Awards, vincendo quello per la migliore scenografia.
La storia, rispetto all'edizione cinematografica in cui Mary Poppins è interpretata da Julie Andrews, ha subito alcune modifiche.
Dal 13 febbraio 2018 il musical arriva anche in Italia, al Teatro Nazionale di Milano, con il titolo di Mary Poppins il Musical, programmato da febbraio a maggio 2018 e da ottobre a dicembre 2018, poi ripreso al Teatro Sistina di Roma da ottobre 2019 a gennaio 2020: la parte di Mary Poppins è affidata all'attrice e cantante forlivese Giulia Fabbri, la regia è di Federico Bellone.

## Trama
La famiglia Banks è composta da quattro persone: un padre severo che pensa soltanto alla banca, una madre che non si sente realizzata e due figli disobbedienti che desiderano solo le attenzioni di entrambi i genitori. Jane e Michael (i figli), dopo aver fatto scappare l'ennesima tata, scrivono una letterina e la espongono ai genitori. Questa poi verrà strappata e lanciata nel camino, volando via. Intanto a Londra cambia il vento che comincia a soffiare da Est.
Arriva Mary Poppins, con la letterina dei due piccoli Banks in mano, ricomposta, e questo comporta lo stupore del padre. La tata inizia immediatamente il suo lavoro ed espone ai bambini il progetto che ha approntato per loro: farli diventare perfetti sotto ogni aspetto, proprio come lei. I bambini però sono indisciplinati e nonostante Mary Poppins compia dei prodigi strepitosi portandoli in luoghi fantastici in cui le statue cantano e danzano, o faccia incontrare loro la donna più vecchia del mondo (che rivela di aver conosciuto il loro padre quando era piccolo e sensibile), o insegni ad essere caritatevoli col prossimo donando due penny ad una vecchietta, i due ragazzi non sembrano aver recepito alcun insegnamento. Mary Poppins capisce che è meglio andare via per il momento e chiede a Bert di seguirli mentre lei è assente.
Ma sfortunatamente a casa Banks giunge la signora Andrews, la vecchia e crudele tata del signor Banks. I bambini sono terrorizzati per i modi crudeli della nuova tata che li punisce continuamente poiché crede che solo con il terrore i due possano crescere temprati. E se per Mary Poppins i problemi vanno via con un poco di zucchero, per Mrs. Andrews un cucchiaio di zolfo e melassa sono la soluzione a tutti i mali. Un giorno Michael, essendo fuggito, incontra Bert che gli offre un aquilone. Il vento improvvisamente cambia e l'aquilone sembra essersi impigliato in qualcosa. Quel qualcosa è Mary Poppins.
La tata trova un'atmosfera diversa in casa e i due bambini le chiedono di salvarli. Mary Poppins capisce che Jane e Michael sono cambiati e che adesso l'ascolteranno. Poi con la magia riesce ad allontanare la crudele signora Andrews. Il signor Banks è in crisi perché è stato allontanato dalla banca. Attribuisce la colpa a Mary Poppins, poi però capisce durante la discussione con lo spazzacamino Bert che in realtà la sua vita era uno sfacelo a causa sua. Bert suggerisce che l'unico bene che gli rimane sono i piccoli da amare.
Mary Poppins riesce a risolvere tutti i problemi: farà riassumere il padre e darà sicurezza alla signora Banks. "L'unico modo per risolvere tutto è la speranza" dice Mary Poppins. Ma il vento cambia e soffia dritto da Nord Ovest. Quando il lavoro è terminato, Mary Poppins sente di essersi affezionata ai bambini, ma è tempo di ripartire. Solleva verso l'alto l'ombrello e il vento la porta via dalla famiglia Banks.
I quattro componenti della famiglia adesso guardano alla finestra, tutti insieme, una nuova stella.

## Cast
| Personaggi                             | Cast originale londinese 2004 | Cast originale di Broadway 2006                   | Cast britannico 2008                                                          | Cast statunitense 2009                          | Cast australiano 2010                                                | Cast britannico 2015                                               | Cast originale Milano 2017/2018                    | Cast originale Roma 2019                                    |
| -------------------------------------- | ----------------------------- | ------------------------------------------------- | ----------------------------------------------------------------------------- | ----------------------------------------------- | -------------------------------------------------------------------- | ------------------------------------------------------------------ | -------------------------------------------------- | ----------------------------------------------------------- |
| Mary Poppins                           | Laura Michelle Kelly          | Ashley Brown                                      | Caroline Sheen                                                                | Ashley Brown                                    | Verity Hunt-Ballard                                                  | Zizi Strallen                                                      | Giulia Fabbri                                      | Giulia Fabbri                                               |
| Bert                                   | Gavin Lee                     | Gavin Lee                                         | Daniel Crossley                                                               | Gavin Lee                                       | Matt Lee                                                             | Matt Lee                                                           | Davide Sammartano                                  | Davide Sammartano                                           |
| George Banks                           | David Haig                    | Daniel H. Jenkins                                 | Martin Ball                                                                   | Karl Kenzler                                    | Philip Quast                                                         | Milo Twomey                                                        | Alessandro Parise                                  | Alessandro Parise                                           |
| Winifred Banks                         | Linzi Hateley                 | Rebecca Luker                                     | Louise Bowden                                                                 | Megan Osterhaus                                 | Marina Prior                                                         | Rebecca Lock                                                       | Alice Mistroni                                     | Floriana Monici                                             |
| Jane Banks                             | Charlotte Spencer             | Katherine Doherty Delaney Moro Kathryn Faughnan   | Madeline Banbury Georgie Hill Ruby McGivern Isabelle Methven Lucy Simmonds    | Abigail Droeger Aida Neitenbach Kirrilee Berger | Victoria Borcsok Hayley Edwards Zoe Gousmett Scout Hook Sara Reed    | Felicity Biggs Verity Biggs Violet Tucker Maia West Lottie Sicilia | Margherita Rebeggiani Gaia Fornoni Carlotta Prando | Margherita Rebeggiani Giulietta Rebeggiani Claudia Pignotti |
| Michael Banks                          | Harry Stott                   | Matthew Gumley Henry Hodges Alexander Scheitinger | Jabez Cheeseman Lewis Fernee Colby Mulgrew George Riley Harvey Shoesmith-Dean | Justin Hall Christopher Flaim Bryce Baldwin     | Mark Balas Callum Hawthorne Trent Heath Kade Hughes Kurtis Papadinis | Diego Sanna Louis Fernee Finley Miller Cameron Lant Regan Garcia   | Stefano De Luca Alessandro Notari Alessandro Pinto | Stefano De Luca Federico Coccia Riccardo Antonaci           |
| Mrs. Brill                             | Jenny Galloway                | Jane Carr                                         | Shirley Jameson                                                               | Valerie Boyle                                   | Sally Anne Upton                                                     | Wendy Ferguson                                                     | Antonella Morea                                    | Antonella Morea                                             |
| Robertson Ay                           | Gerard Carey                  | Mark Price                                        | Mark Anderson                                                                 | Andrew Keenan-Bolger                            | Christopher Rickerby                                                 | Blair Anderson                                                     | Roberto Tarsi                                      | Roberto Tarsi                                               |
| Mrs. Corry                             | Melanie La Barrie             | Janelle Anne Robinson                             | Tania Mathurin                                                                | Q. Smith                                        | Leah Howard                                                          | Wreh-Asha Walton                                                   | Simona Patitucci                                   | Simona Patitucci                                            |
| Miss. Andrew                           | Rosemary Ashe                 | Ruth Gottschall                                   | Deryn Edwards                                                                 | Ellen Harvey                                    | Judi Connelli                                                        | Penelope Woodman                                                   | Lucrezia Zoroddu Bianco                            | Lucrezia Zoroddu Bianco                                     |
| Vecchietta dei piccioni                | Julia Sutton                  | Cass Morgan                                       | Valda Aviks                                                                   | Mary Van Arsdel                                 | Debra Byrne                                                          | Grainne Renihan                                                    | Dora Romano                                        | Donatella Pandimiglio                                       |
| Ammiraglio Boom/Presidente della banca | Ian Murford                   | Michael McCarty                                   | Ronald Markham                                                                | Mike O'Carroll                                  | David Henry                                                          | Graham Hoadly                                                      | Gipeto                                             | Andrea Spina                                                |
| Proprietario del parco                 | Kevin Williams                | Nick Corley                                       | Kraig Thornber                                                                | Tom Souhrada                                    | Jack Webster                                                         | Anthony Lawrence                                                   | Tiziano Edini                                      | Tiziano Edini                                               |
| Northbrook                             | Nathan Taylor                 | Matt Loehr                                        | Martin Neely                                                                  | Dominic Roberts                                 | Adam Murphy                                                          | John Stacey                                                        | Tiziano Edini                                      | Tiziano Edini                                               |
| Miss. Lark                             | Claire Machin                 | Ann Arvia                                         | Laura Medforth                                                                | Wendy James                                     | Anna-Lee Robertson                                                   | Sophie Caton                                                       | Lucrezia Zodorru Bianco                            | Lucrezia Zodorru Bianco                                     |
| Neleo                                  | Stuart Neal                   | Brian Letendre                                    | Stuart Winter                                                                 | Brian Letendre                                  | Mitch Fistrovic                                                      | Yves Adang                                                         | Nicola Trazzi                                      | Nicola Trazzi                                               |
| Valentine                              | Nathan Taylor                 | Tyler Maynard                                     | Sam Archer                                                                    | Nick Sanchez                                    | Benjamin Giraud                                                      | Matthew Caputo                                                     | Nicola Trazzi                                      | Nicola Trazzi                                               |
| Tata Katie                             | Louisa Shaw                   | Megan Osterhaus                                   | Sophie Caton                                                                  | Emily Harvey                                    | Natalie Alexopoulos                                                  | Claire Parrish                                                     | Simona Patitucci                                   | Simona Patitucci                                            |
| Signor Von Hussler                     | Alan Vicary                   | Sean McCourt                                      | Ian Caddick                                                                   | Michael Gerhart                                 | Troy Sussman                                                         | Anthony Lawrence                                                   | Davide Dal Seno                                    | Davide Dal Seno                                             |
| Poliziotto                             | Tim Morgan                    | James Hindman                                     | Christopher Dickins                                                           | Laird Mackintosh                                | Adam Murphy                                                          | John Stacey                                                        | Davide Dal Seno                                    | Davide Dal Seno                                             |